# خندق كوريل

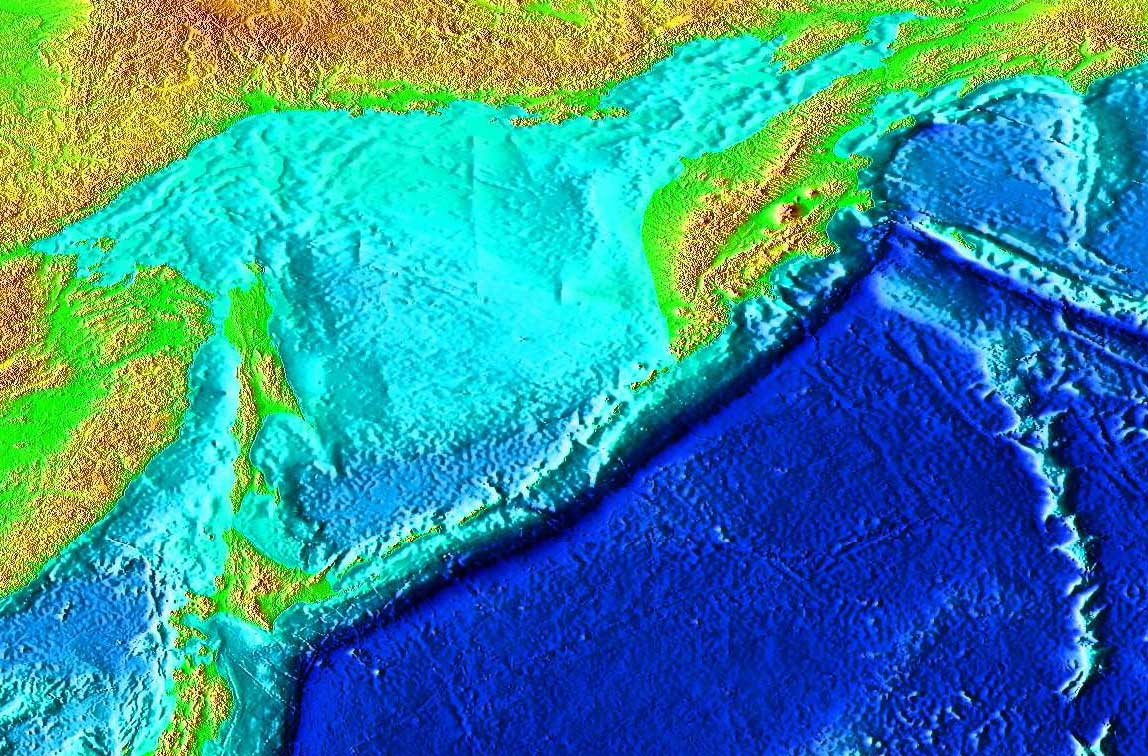
خندق كوريل الأزرق الداكن تحت الماء على طول أرخبيل كوريل

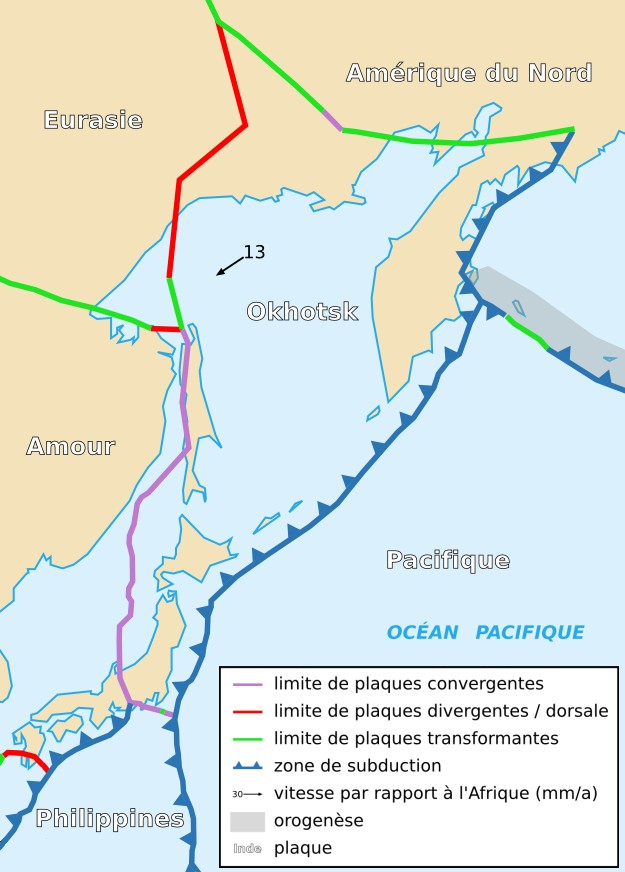
حدود الصفائح التكتونية في المنطقة

خندق كوريل، الذي يُطلق عليه أحيانًا اسم «خندق كوريل كامتشاتكا»، عبارة عن منخفض عميق وضيق تحت سطح البحر يقع في شمال غرب المحيط الهادئ نتيجة تقارب صفيحتين تكتونيتن: صفيحة المحيط الهادئ وصفيحة أوخوتسك. عمقها الأقصى 10542م.
يقع الخندق غرب أرخبيل الكوريل وجنوب شبه جزيرة كامتشاتكا وشمال اليابان. خندق كوريل يمتد بين 41 ° و56 ° شمال خط العرض و146 درجة إلى 167 درجة شرق خط الطول. ويستمر إلى الجنوب الغربي مع خندق اليابان.